# اولگ مولداوی
اولگ مولداوی (انگلیسی: Oleg Moldovan؛ زادهٔ ۲۷ اکتبر ۱۹۶۶) تیرانداز اهل رومانی است.